# Manoel de Oliveira Soares Filho
Dom Manoel de Oliveira Soares Filho (São Domingos do Capim, 25 de setembro de 1965) é bispo brasileiro da Igreja Católica Romana. Em 19 de dezembro de 2018, foi nomeado pelo Papa Francisco bispo da Diocese de Palmeira dos Índios, no Estado de Alagoas. Até então, exercia as funções de pároco da Paróquia Nossa Senhora Aparecida, em Dom Eliseu, Pará, e de vigário episcopal da Diocese de Bragança do Pará.

## Biografia
Nasceu em São Domingos do Capim, Diocese de Castanhal, Pará, filho de Manoel Ferreira Soares e Dolores de Oliveira Soares.
Estudou Filosofia no Seminário São Pio X e Teologia no Instituto de Pastoral Regional (IPAR), ambos em Belém do Pará. Também se formou, posteriormente, em Ciências da Religião pela Universidade Vale do Acaraú e em Sociologia pela Universidade Federal do Pará (UFPA). Possui pós-graduação em Desenvolvimento Urbano, Políticas Públicas e Ordenamento Territorial também pela UFPA.

### Presbiterado
Foi ordenado diácono pela imposição das mãos de Dom Miguel Giambelli, B, em 28 de junho de 1992, na Paróquia Nossa Senhora Aparecida, em Rondon do Pará. Depois de ter exercido seu ministério diaconal principalmente em Santa Luzia do Pará, no dia 26 de setembro de 1993, na Paróquia São Domingos de Gusmão, na cidade de São Domingos do Capim, que na época pertencia a Diocese de Bragança, Dom Miguel o ordenou presbítero.
Tomou posse de sua primeira paróquia, Santa Luzia, no dia 3 de abril de 1994; permanecendo aí até o fim do ano 2000.
Foi empossado pároco em Ourém, Pará, Paróquia Nossa Senhora da Conceição, em 25 de março de 2001. Nesta paróquia permaneceu até o fim de 2008.
Já em 2009, no dia 22 de fevereiro, assumiu a Paróquia Sagrado Coração de Jesus, na cidade de Bragança, onde permaneceu por apenas dois anos. E devido a uma necessidade da diocese, foi enviado para assumir a Paróquia Nossa Senhora da Piedade, em Irituia, Pará, em maio de 2011.
Em 4 de fevereiro de 2018, assumiu sua atual paróquia, Nossa Senhora Aparecida, em Dom Eliseu. E recentemente, há pouco mais de um mês, foi eleito vigário episcopal da Região 4 da Diocese de Bragança do Pará.
Padre Manoel Filho, simultaneamente aos cargos de pároco que sempre exerceu, sempre teve grande envolvimento no que tange a organização pastoral da Diocese.

### Episcopado
Em 19 de dezembro de 2018, o Papa Francisco escolheu o Pe. Manoel Filho para ocupar o cargo de bispo da Diocese de Palmeira dos Índios, da Província Eclesiástica de Maceió, no Estado de Alagoas, a qual se encontrava vacante desde a transferência de Dom Dulcênio Fontes de Matos para a Diocese de Campina Grande, e vinha sendo administrada por Dom Genival Saraiva de França, bispo-emérito de Palmares.
Sua ordenação episcopal aconteceu em 24 de fevereiro de 2019, no Ginásio de Esportes Dom Eliseu Maria Corolli, em Bragança, e foi presidida por Dom Jesús María Cizaurre Berdonces, OAR, e concelebrada por Dom Luís Ferrando, bispo-emérito de Bragança, e Dom Carlos Verzeletti, bispo de Castanhal. A cerimônia de posse em Palmeira dos Índios ocorreu no dia 10 de março.